# 高橋敏夫 (水球)
髙橋 敏夫（たかはし としお、1949年4月9日 - ）は元オリンピック水球選手。1972年ミュンヘンオリンピックに日本代表選手の一員として参加した。1989年（平成元年）に公益財団法人 川口市スポーツ協会より功労者表彰を受けている。

## 主な出場試合
- 1970年アジア競技大会 水球（金メダル）
- 1972年ミュンヘンオリンピック 水球